# Ајан сир Толон
Ајан сир Толон (фр. Aillant-sur-Tholon) насеље је и општина у источном делу централне Француске у региону Бургундија-Франш-Конте, у департману Јон која припада префектури Осер.
По подацима из 2011. године у општини је живело 1387 становника, а густина насељености је износила 76,21 становника/km². Општина се простире на површини од 18,20 km². Налази се на средњој надморској висини од 118 метара (максималној 241 m, а минималној 108 m).

## Демографија
| 1962. | 1968. | 1975. | 1982. | 1990. | 1999. | 2011. |
| ----- | ----- | ----- | ----- | ----- | ----- | ----- |
| 1.048 | 1.146 | 1.281 | 1.388 | 1.487 | 1.454 | 1.387 |

График промене броја становника у току последњих година